# Sergej Sergeevič Korsakov
Sergej Sergeevič Korsakov (in russo Сергей Сергеевич Корсаков?; Gus'-Chrustal'nyj, 22 gennaio 1854 – Mosca, 1º maggio 1900) è stato un neurologo e psichiatra russo.
Fondatore della scuola psichiatrica di Mosca, influenza lo sviluppo della psichiatria internazionale con il suo approccio clinico e le sue capacità organizzative. Pubblica numerosi lavori di neuropatologia, psichiatria e medicina legale.

## Biografia
Korsakov nasce nel 1854 a Gus'-Chrustal'nyj. Frequenta il ginnasio a Mosca fino all'età di 16 anni; successivamente si iscrive alla facoltà di medicina dell'Università di Mosca. Nel 1875 esercita la professione medica presso l'ospedale psichiatrico “Preobrazhenskij” e nel 1876 entra a far parte del dipartimento di malattie nervose e mentali, guidato da Aleksey Yakovlevich Kozhevnikov (1836-1902).
Nel 1885 si reca a Vienna per incontrare Theodor Meynert, medico e accademico tedesco.
Nel 1887 elabora la tesi sulla paralisi alcolica, esposta nell’omonimo testo, ottenendo il dottorato in medicina. Nello stesso anno lavora come responsabile della formazione teorica e pratica in psichiatria nella clinica per le malattie nervose e mentali nell'Università di Mosca, fondata da Kozhevnikov.
Nel 1889 si interfaccia con Carl Friedrich Otto Westphal all'ospedale della Charité di Berlino, con Paul Flechsig a Lipsia e Valentin Magnan a Parigi.
Nel 1890 Kozhevnikov, con il permesso della facoltà di medicina dell'Università di Mosca, nomina Korsakov dirigente della clinica privata di Mosca. Korsakov partecipa attivamente alla promozione dei diritti dei malati di mente e converte la struttura in una clinica esclusivamente per pazienti psichiatrici, separando le discipline neurologiche da quelle psichiatriche; mentre, in Europa e in altre città della Russia, le due discipline continueranno a essere praticate insieme per molto tempo. Il regime nella clinica diviene più flessibile e umano rispetto a quello assunto dai manicomi pubblici. Basti pensare che Korsakov evita l’utilizzo di sbarre e abolisce le camicie di forza e le celle di isolamento, opponendosi alla sterilizzazione forzata dei malati di mente, pratica adottata dagli Stati Uniti. Per questo sarà denominato il “Pinel russo” da alcuni storici della medicina.
Nel 1891 formula il concetto di "disnoia", precursore della schizofrenia acuta, anticipando la descrizione di Emil Kraepelin della demenza precoce.
Nel 1892 incontra Richard von Krafft-Ebing a Vienna e nel 1894 Kraepelin a Heidelberg.
Durante il periodo di dirigenza della Clinica Psichiatrica dell'Università di Mosca, Korsakov delinea l'approccio nosologico nello studio delle psicosi. Studia gli effetti dell'alcolismo sul sistema nervoso. Applica il suo metodo all’analisi clinica della polineurite alcolica (cerebropathia psichica toxaemica),  caratterizzata da un grado variabile di atrofia muscolare degli arti e disturbi della memoria, tra cui amnesia, confabulazioni e pseudoreminiscenze.

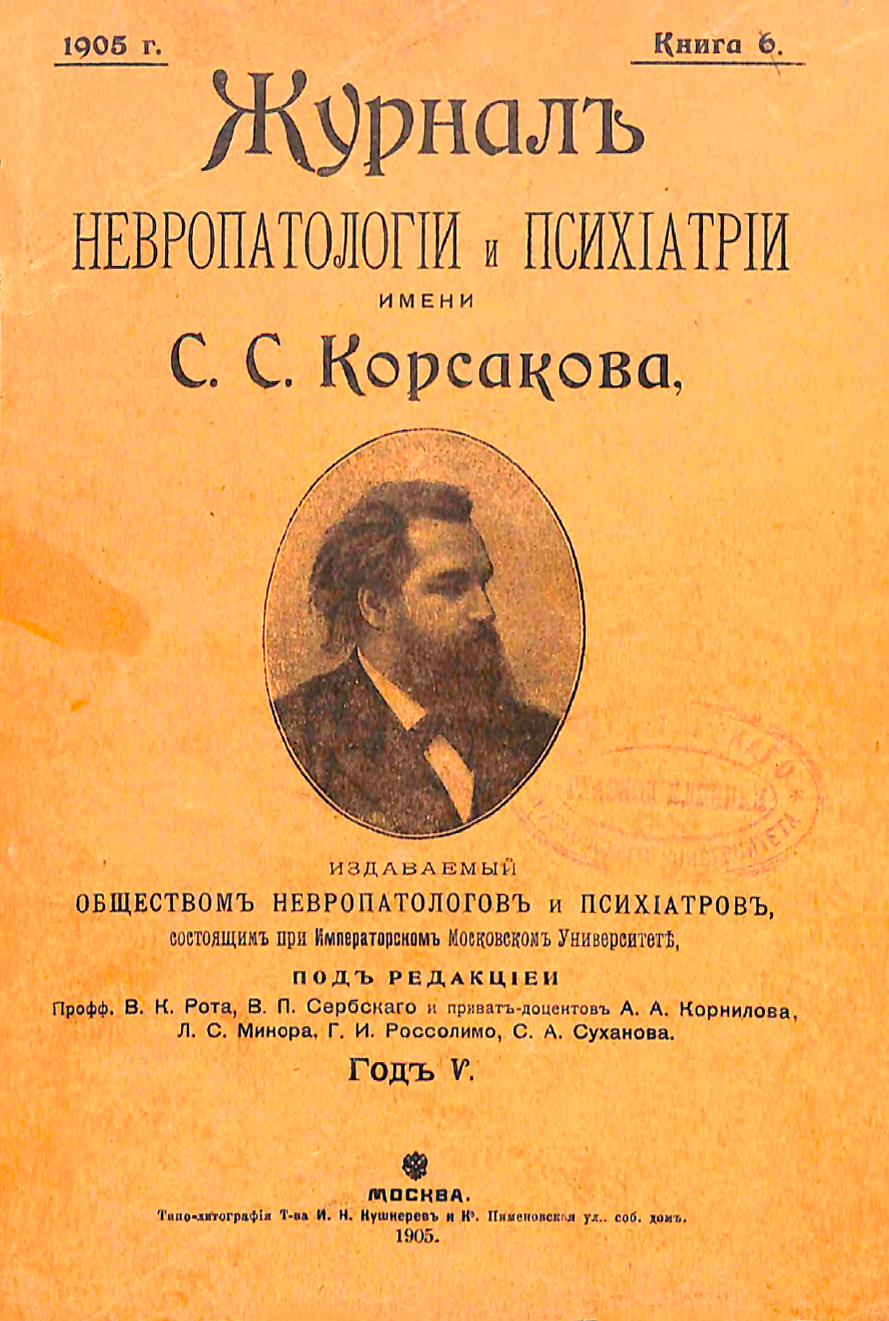
Scritto di Sergej Sergeevič Korsakov.

Pubblica diversi lavori, in cui enuncia la teoria della psicosi polineuritica, esponendoli poi al XII Congresso medico internazionale a Mosca (1897), a cui partecipano molti eminenti neurologi e psichiatri europei. Durante il congresso, Friedrich Jolly conia l'eponimo “malattia di Korsakov”.
Oltre agli studi sulla psicosi alcolica, Korsakov introduce il concetto di paranoia, successivamente distinta in paranoia acuta e paranoia cronica, correlata a parassitosi delirante (acuta) e a debolezza mentale primaria e curabile. Korsakov è il primo a notare i segni specifici del "disturbo di base" di questa malattia.
Korsakov è uno dei fondatori del campo della psichiatria forense in Russia. Analizza una serie di casi su questo argomento, comprese le valutazioni dei processi giudiziari più importanti e noti del suo tempo e scrive un volume di psichiatria, pubblicato solo un anno dopo la sua morte.
Nel 1891 anticipa lo studio di Kraepelin sulla demenza precoce e formula la teoria della "disnoia".
Scrive “Corso di Psichiatria”, che pubblica un anno dopo la sua morte.
Nel 1898, dopo aver avuto due infarti, Korsakov consulta uno specialista a Vienna e gli viene diagnosticata l’ipertrofia del cuore, associata a obesità e miocardite.
Nel 1899 viene nominato professore ordinario di neurologia e psichiatria.
Nel 1900, all'età di 46 anni, muore per insufficienza cardiaca.
Nel 1901, Kozhevnikov istituisce un importante giornale russo di neurologia e psichiatria, ribattezzandolo con il nome del suo allievo e collega: “Zhurnal nevropatologii i psikhiatrii imeni SS Korsakova”. Inoltre, la clinica psichiatrica di Mosca porta il suo nome e, nei pressi della clinica, è stato eretto un monumento in suo onore, sulla cui targa viene riportato: “A S.S. Korsakov –scienziato, psichiatra, pensatore, umanista”.

## Studi psichiatrici

### Psicosi di Korsakov
Dal 1887 al 1889, Korsakov pone la sua attenzione professionale alla storia della psicosi da polineurite alcolica.
La descrizione clinica del danno meta-alcolico al sistema nervoso centrale è stata fornita da Korsakov in una serie di articoli [7-10] e nella sua tesi di dottorato, “Paralisi Alcolica” (1887). Egli descrive un disturbo mentale frequente in pazienti con dipendenza da alcol, caratterizzato da lesioni multiple al sistema nervoso centrale e ai nervi periferici, delineando le caratteristiche della cerebropathia psychica toxaemica, principale manifestazione delle lesioni cerebrali.
Nel 1897, F. Jolly suggerisce di denominare la polineurite psicotica “malattia di Korsakov” o “psicosi di Korsakov”. Successivamente, F. Jolly, E. Kraepelin e Dietrich Bonhoeffer concordano nel definirla “Sindrome di Korsakov o complesso di sintomi amnesici".
Korsakov indica che tale compromissione della memoria è evidente anche in altri disturbi, come il beriberi, la psicosi puerperale e il tifo addominale. Lo psichiatra russo sostiene che le psicosi di diversa natura dipendono dall’azione di fattori organici associati anche a lesioni metaboliche indotte dalla mancanza di tiamina. Inoltre, sottolinea che la psicopatologia della psicosi è seguita anche da disturbi mentali, quali:
1. Disturbi cognitivi
2. Disturbi affettivi
3. Sintomi astenici cerebrali
4. Idee deliranti
5. Anomalie neurologiche

Una caratteristica della sindrome amnestica di Korsakov è l'assenza di memoria per eventi in corso con relativa conservazione della memoria per eventi passati.
L’ampio spettro di sintomi cognitivi e comportamentali costituisce il riflesso delle sottostanti alterazioni neurali.

Area di Wernicke

Uno studio, condotto con tomografia ad emissione di positroni (PET) con fluorodesossiglucosio (18-FDG), ha evidenziato un generale ipometabolismo nella materia grigia sottocorticale nei pazienti affetti da tale sindrome ed un ipermetabolismo nella materia bianca, caratteristica condivisa con autismo e schizofrenia.
Nonostante la diagnosi sia favorita dall’ausilio sia di test standardizzati, sia di metodiche di neuroimaging, l’ambiguità dei sintomi clinici della sindrome di Korsakov la rende confondibile con stato di ebbrezza, diversi disturbi mentali o manifestazioni secondarie a traumi cerebrali. Dalle autopsie svolte sui malati di sindrome di Korsakoff, è emersa la presenza di lesioni cerebrali e segni di atrofia a livello dei nuclei dorsali del talamo, dei corpi mammillari, del diencefalo e dell'ipotalamo.
In seguito agli esperimenti di Carl Wernicke (1881) su alcolisti, S. Korsakov descrive una casistica di 20 soggetti con medesima dipendenza, rilevando in questi amnesia anterograda. Tali studi condivisi conducono alla descrizione della sindrome di Wernicke-Korsakoff.
Sebbene la sindrome di Korsakov sia rara, tale disturbo può comparire come conseguenza di determinate condizioni, quali la “iperemesi gravidica”, HIV, trattamenti chemioterapici, anoressia nervosa, gravi disturbi e interventi gastrointestinali.

### Disnoia
Nel 1891, Korsakov descrive il disturbo psichico della disnoia (o amenza confusionale), obnubilazione, abitualmente passeggera, delle facoltà intellettuali, caratterizzata da uno stato di torpore cerebrale o di demenza acuta. Essa costituisce un fenomeno secondario, subordinato e contingente come il delirio.
Si divide in:
- disnoia stuporosa, o demenza primitiva curabile;
- disnoia deliriosa, o psiconeurosi allucinatoria;
- disnoia dementica, demenza primitiva senza stupore;
- disnoia abortiva.[10]

## Pubblicazioni
- "Eine psychische Störung combiniert mit multipler Neuritis (Psychosis polyneuritica seu Cerebropathiapsycha toxaemica)", nel 1890
- "Ueber eine besondere Form psychischer Störung, combiniert mit multipler Neurite", nel 1890